# Temple maçonnique de Camden
Pour les articles homonymes, voir Camden.
Le temple maçonnique de Camden (en anglais : Camden Masonic Temple) est un temple maçonnique et bâtiment commercial américain dans le comté de Carroll, dans l'Indiana. Construit en 1902 dans un style néo-roman, c'est le temple historique de la loge dite Mount Zion Lodge #211. Il est inscrit au Registre national des lieux historiques depuis le 23 décembre 2003.